# Brunviolett bandfly
Brunviolett bandfly, Noctua janthe, är en fjärilsart som beskrevs av Moritz Balthasar Borkhausen 1792. Brunviolett bandfly ingår i släktet Noctua och familjen nattflyn, Noctuidae. Arten  har livskraftiga, LC, populationer i både Sverige och Finland. Artens livsmiljö är friska och torra lundar. Inga underarter finns listade i Catalogue of Life.
Brunviolett bandfly är svår att skilja från de närbesläktade gråviolett bandfly och bronsbandfly. De tre arterna kan bara skiljas åt genom att lägga samman flera olika karaktärer och hänsyn behöver tas till kön, tid på året och geografisk plats. Preparering och undersökning av genitalier är ofta nödvändigt för artbestämning av dessa arter.

## Bildgalleri

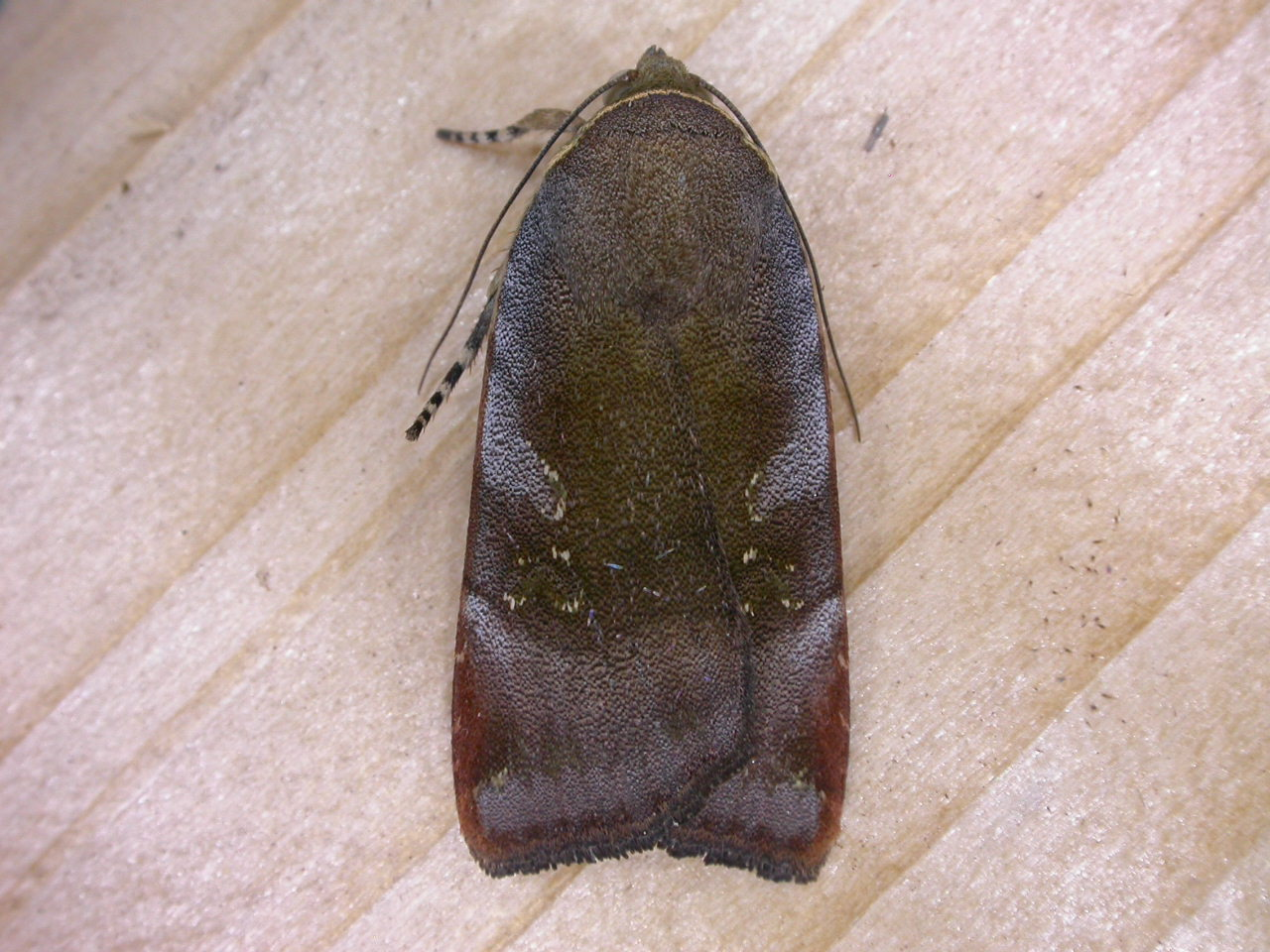
Imago fjäril i viloställning
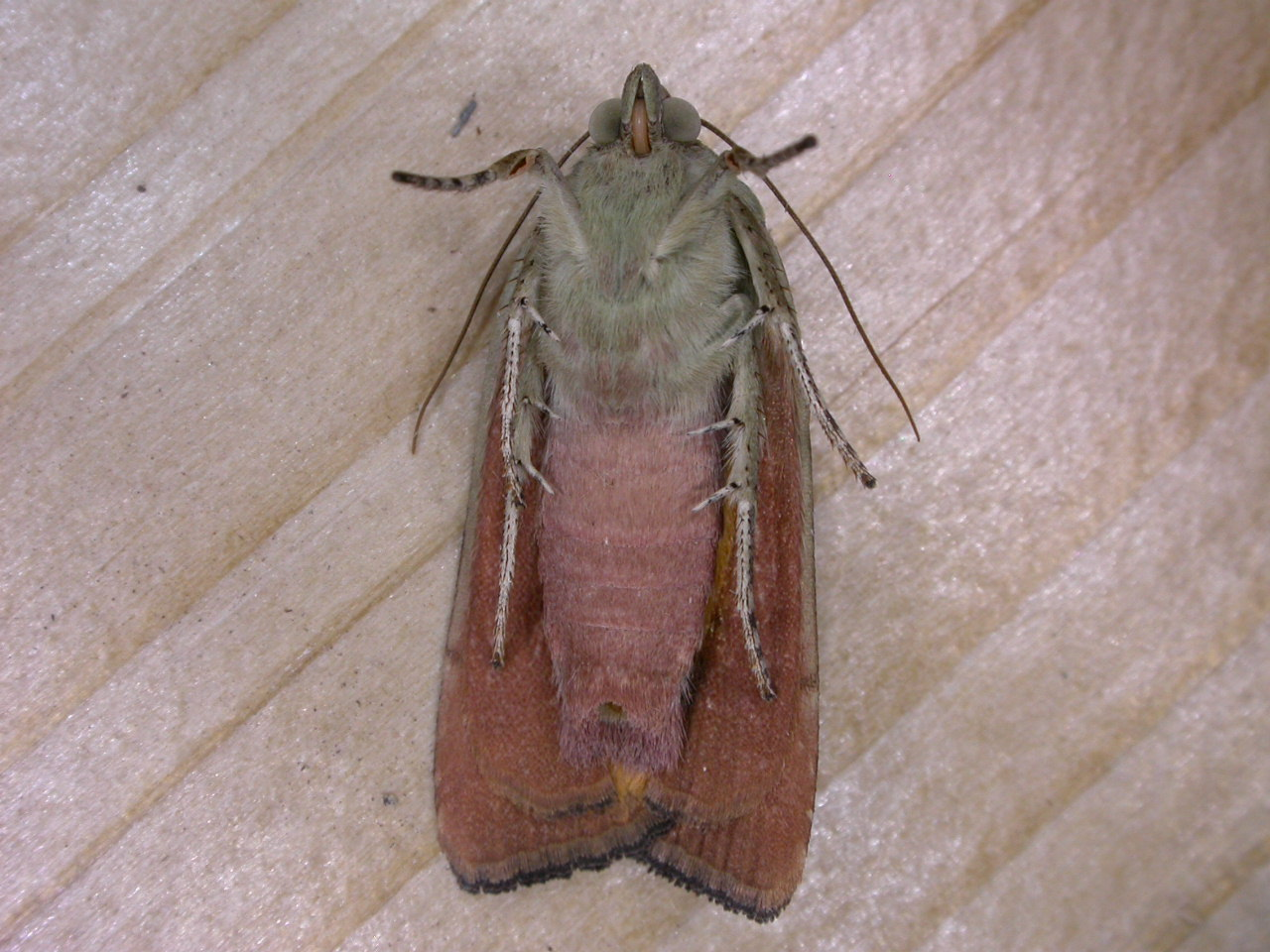
Imago fjäril undersida
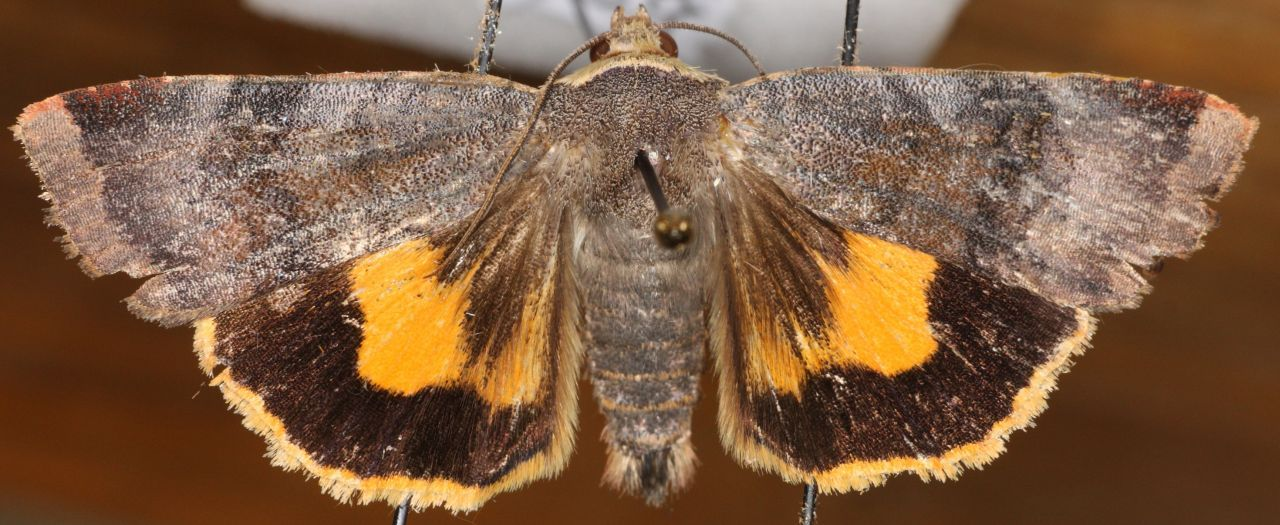
Preparerad (uppnålad) imago fjäril
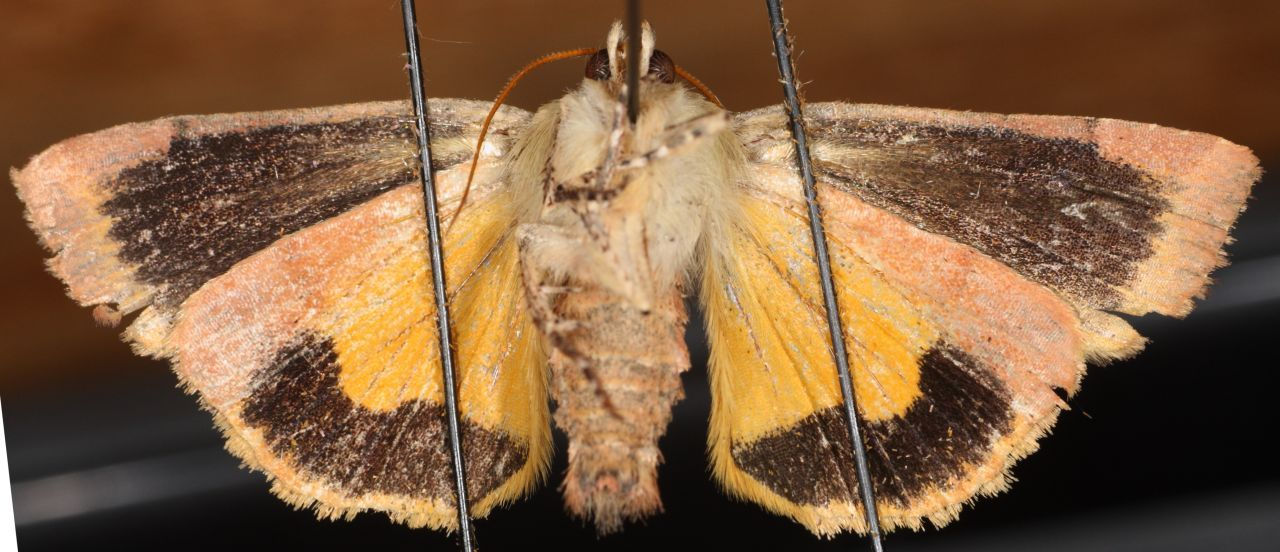
Preparerad (uppnålad) imago fjäril, undersida